# La pazzia di Re Giorgio (opera teatrale)
La pazzia di Re Giorgio (The Madness of George III; lett: La pazzia di Giorgio III) è un'opera teatrale del commediografo inglese Alan Bennett, portata al debutto a Londra nel 1991.

## Trama
È l’autunno del 1788 e sono passati sette anni da quando l’Inghilterra ha ufficialmente perso le colonie americane. Questa perdita grava pesantemente sulla salute di Re Giorgio III, la cui stabilità mentale è ulteriormente esacerbata dalle tensioni politiche che lo circondano. Il suo stesso figlio, il principe di Galles, cospira con i leader whig Fox, Sheridan e Burke per rovesciare il governo Tory guidato dal primo ministro William Pitt. Il Re comincia presto a manifestare i sintomi di un presunto disturbo psichiatrico: Giorgio III non controlla più il suo linguaggio e reagisce urlando frasi senza senso o oscenità alla minima provocazione.
L’instabilità del monarca è tale che il sovrano arriva persino ad accusare la moglie Carlotta di aver una relazione incestuosa con il principe di Galles, mentre il re stesso si invaghisce di Lady Pembroke, una delle dame di compagnie della moglie. Impossibilitato a governare, il Re finisce per causare una crisi di governo e durante i sei mesi della sua malattia le diverse fazioni politiche portano avanti i propri progetti contrastati. Pitt prova a nascondere le condizioni del Re al parlamento per preservare i Tory al potere, mentre Charles Fox si attiva per far firmare una bolla reale al Parlamento che renderebbe a tutti gli effetti il Principe di Galles nuovo sovrano d’Inghilterra. Ovviamente anche il piano di Fox non è privo di secondi fini, dato che il principe di Galles metterebbe al potere un governo Whig guidato dallo stesso Fox.
La salute del regnante è anche al centro di diverse opinioni cliniche. Sir George Baker, il chirurgo reale, tenta di curare Giorgio III con pratiche tradizionali come la coppettazione, nel tentativo di far evaporare la sua pazzia facendolo sudare. La cura ottiene pochi risultati, se non quello di infliggere numerose ustioni al re. Viene quindi convocato Francis Willis, direttore di un manicomio nel Lincolnshire, che soppianta Baker come medico reale. I metodi di Willis sono meno ortodossi, ma altrettanto inefficaci e dolorosi: il medico fissa per ore il monarca negli occhi per fargli ricordare chi fosse, oltre a legarlo e imbavagliarlo ogni volta che comincia a imprecare e bestemmiare. Proprio mentre Fox sta per ottenere la maggioranza, Giorgio III recupera abbastanza salute da tornare a regnare: il governo di Pitt è salvo e così anche il matrimonio tra il re e Carlotta. Si scopre inoltre che il re non soffriva di una malattia mentale, bensì di porfiria, rendendo così inutili tutte le sofferenze a cui si è sottoposto sul piano clinico. Il Re torna ufficialmente alle sue funzioni e lo status quo è salvo.

## Rappresentazioni
La commedia debuttò sulle scene il 28 novembre 1991, in un allestimento diretto da Nicholas Hytner al National Theatre di Londra. Facevano parte del cast Nigel Hawthorne nel ruolo di Giorgio III, Janet Dale in quello di Carlotta e Michael Fitzgerald nella parte del principe di Galles. Ruoli minori erano invece interpretati da Julian Wadham ed Adrian Scarborough. La pazzia di Re Giorgio ottenne un buon successo di critica e pubblico, ricevette una candidatura al Laurence Olivier Award alla migliore nuova opera teatrale e fu trasferita immediatamente nel più commerciale West End.
Dopo le repliche londinesi, la produzione si imbarcò in una tournée britannica e statunitense, dove la pièce fu accolta entusiasticamente dalla critica americana; il New York Times la definì una delle opere migliori di Bennett, oltre a lodare l'interpretazione di Hawthorne nel ruolo del sovrano malato. Per la sua performance, Hawthorne aveva vinto il Laurence Olivier Award al miglior attore. Dopo il tour statunitense, La pazzia di Re Giorgio tornò sulle scene nel National Theatre nel 1993, prima di essere riproposto anche ad Atene e in Israele nel 1994. Il ruolo di Giorgio III ha attratto apprezzati interpreti teatrali nel corso degli anni, tra cui David Haig nel revival londinese del 2012 e Mark Gatiss in una produzione a Nottingham nel 2018.

## Adattamento cinematografico
Nel 1994 Nicholas Hytner ha curato l'adattamento cinematografico La pazzia di Re Giorgio, con Nigel Hawthorne nuovamente nel ruolo di Re Giorgio. Accanto a lui recitò anche un cast di attori inglesi dalla reputazione internazionale, tra cui Helen Mirren nel ruolo della regina e Rupert Everett in quello del principe di Galles.

## Edizioni italiane
- La pazzia di Re Giorgio, traduzione di Franco Salvatorelli, Piccola biblioteca Adelphi n.363, Milano, Adelphi, 1996, ISBN 978-8845911934.